# Edgeworth (cràter a Plutó)
Edgeworth és un cràter sobre la superfície del planeta nan Plutó, situat amb el sistema de coordenades planetocèntriques a 10.43 ° de latitud nord i 113.12 ° de longitud est. Fa un diàmetre de 149 km. El nom va ser fet oficial per la UAI el tres de febrer del 2021 i fa referència a Kenneth Edgeworth, astrònom irlandès que va plantejar la hipòtesi de l'existència d'objectes més enllà de Neptú (1880-1972).